# Amtsgericht Wormditt
Das Amtsgericht Wormditt war ein preußisches Amtsgericht mit Sitz in Wormditt, Ostpreußen.

## Geschichte
Das königlich preußische Amtsgericht Wormditt wurde mit Wirkung zum 1. Oktober 1879 als eines von zehn Amtsgerichten im Bezirk des Landgerichtes Braunsberg im Bezirk des Oberlandesgerichtes Königsberg gebildet. Der Sitz des Gerichtes war Wormditt. Aufgehoben wurde die Gerichtskommission Wormditt beim Kreisgericht Braunsberg. Sein Gerichtsbezirk umfasste aus dem Kreis Braunsberg den Stadtbezirk Wormditt und die Amtsbezirke Basien, Carben, Heinrikau, Migehnen und Tüngen. Am Gericht bestand 1888 eine Richterstelle. Das Amtsgericht war damit ein kleines Amtsgericht im Landgerichtsbezirk.
Im Jahre 1945 wurden der Amtsgerichtsbezirk unter polnische Verwaltung gestellt und die deutschen Einwohner vertrieben. Damit endete auch die Geschichte des Amtsgerichtes Wormditt.